# Église Saint-Romain de Saint-Romain-des-Îles
L'église Saint-Romain de Saint-Romain-des-Îles est une église située à Saint-Romain-des-Îles, ancienne commune intégrée à Saint-Symphorien-d'Ancelles dans le département français de Saône-et-Loire et la région Bourgogne-Franche-Comté.

## Historique
L'église était autrefois située sur une île de la Saône, dont le bras occidental fut par la suite asséché, en sorte que l'ancienne île se trouve aujourd'hui en Saône-et-Loire. Le petit prieuré dont elle était le centre existait déjà au IXe siècle, en sorte qu'il est certain que la Diète impériale de 842 s'est tenue autour de cette église, même si elle a été quasi totalement rebâtie depuis lors.
Elle fait l'objet d'une inscription au titre des monuments historiques depuis le 7 janvier 1991 et d'un classement depuis le 30 septembre 1994.
Le prieuré fut rattaché en 875 à l'abbaye Saint-Philibert de Tournus, jusqu'à la Révolution.
Peintures murales du XIVe siècle et chapiteaux des colonnes aux multiples motifs (feuilles d'acanthe, palmettes, ornements géométriques).